# اندرسنویل (جورجیا)
اندرسنویل، جورجیا (به انگلیسی: Andersonville, Georgia) یک شهر در ایالات متحده آمریکا با جمعیت ۲۵۵ نفر است که در جورجیا واقع شده‌است.